# Преторианская префектура Галлии
Преторианская префектура Галлии (лат. praefectura praetorio Galliarum), одна из самых крупных префектур претория поздней Римской империи.
Префектура была создана после смерти Константина I в 337 году, когда империя была разделена между его сыновьями и Константин II получил управление западными провинциями с префектом претория, как его главным помощником. Галльская префектура состояла из трех диоцезов: Галлии, Испании, Британии. После раздела империи в 395 году, она вошла во владения Западной Римской империи. Август Треверов (совр. Трир) до 407 года (или по другим оценкам, до 395 года) был центром галльской префектуры, затем центр переместился в Арелат (совр. Арль). Префектура существовала до 477 года, когда последний район, находящийся под её контролем был захвачен вестготами после низложения Ромула Августа.
В 510 году король остготов Теодорих Великий восстановил префектуру в небольшой части Галлии (Прованс) с центром опять в Арелате. Новая префектура существовала до того, как была завоевана франками в 536 году, в то время как остготы были заняты вторжением Восточной империи в Италию.

## Список галльских префектов претория

### IV век
- Гай Анний Тибериан. 336—337
- Амвросий. 340 год.
- Фабий Титиан. 342—350 года.
- Нунехий (?) 350, при Магненции
- Вулкаций Руфин. 353—354 годы.
- Гай Цейоний Руфий Волузиан. 354—355 годы.
- Гонорат 355—357 (?)
- Флавий Флоренций. 357—360 годы.
- Небридий. 360—361 годы.
- Децимий Германиан. 361 год.
- Сатурний Секунд Саллюстий. 363 год.
- Децимий Германиан. 2-й раз. 363—366 годы.
- Секст Клавдий Петроний Проб. 366 год.
- Флоренций 367 год.
- Вивенций. 368—371 годы.
- Максимин. 371—376 годы.
- Флавий Клавдий Антоний. 376—377 годы.
- Децим Магн Авсоний. 377—378 годы, совместно с Децимем Гиларианом Гесперием.
- Децимий Гилариан Гесперий. 378—379 годы.
- Сибурий. 379 год.
- Флавий Маллий Феодор. 382 год.
- Прокул Грегорий. 383 год.
- Аноним. 384—385 годы, при Магне Мксиме.
- Флавий Эводий. 385—386 годы.
- Константиниан. 389 год.
- Флавий Неотерий. 390 год.
- Гиларий. 396 год.
- Феодор. 397 год.
- Винцентий. 397—400 годы.

### V век
- Андромах. ок. 401 года.
- Клавдий Постум Дардан. 402 год.
- Ромулиан. 404—405 годы.
- Петроний. 402—408 годы — центр префектуры в Арелате.
- Лимений. 408 год — убит в Тицинуме.
- Аполлинарий. 408 год.
- Децим Рустик. 409—411 годы.
- Викентий. 413 год.
- Юлий. ок. 414 года.
- Флавий Агрикола. 416—418 годы.
- Эксуперантий. 421—424 годы.
- Амат. ок. 425 года.
- Ауксилиарий. ок. 431—437/439 годы.
- Авит. ок. 439 года.
- Флоренций. 439 год.
- Цецина Деций Агинатий Альбин. 440 год.
- Марцелл. ок. 441—445 годов.
- Тонантий Ферреол. 450/451-453 годы.
- Приск Валериан. 453—456 годы.
- Паоний. 456—458 годы.
- Магн. 459—460 годы.
- Арванд. 464—469 годы
- Флавий Магн. 469 год.
- Магн Феликс. ок. 470 года.
- Ентропий. ок. 471 года.
- Полемий. 471—472

после 477 года — последние остатки префектуры в Провансе были завоеваны вестготами.

### VI век
- Петр Марцеллин Феликс Либерий. 510—536 годы — префект остготской галльской префектуры.